# Bachus (companie)
Bachus este o companie producătoare de vinuri din Constanța.
Titlurile Bachus au fost tranzacționate pe piața Rasdaq, până în februarie 2007, când acționarii au delistat firma.
Principalul acționar al Bachus este omul de afaceri Valeriu Bobeleac, care deține titluri atât direct, cât și prin intermediul firmei Casa de Vinuri Pietroasa.
Cifra de afaceri în 2007: 21 de milioane lei (6,3 milioane euro)